# Pitkin County Courthouse
Das Pitkin County Courthouse ist das Courthouse des Pitkin Countys in Aspen, Bundesstaat Colorado. Es befindet sich an der East Main Street (Colorado State Highway 82) und wird als Gerichtsgebäude und Sitz der Countyverwaltung genutzt. Außerdem ist hier das Büro des Sheriffs untergebracht.
Das Pitkin County Courthouse wurde im späten 19. Jahrhundert errichtet und im Jahre 1975 in das National Register of Historic Places aufgenommen.

## Architektur
Das Pitkin County Courthouse wurde im viktorianischen Stil entworfen. Es liegt etwa fünf Meter zurückgesetzt von der Straße. Das Gebäude ist im Wesentlichen zweigeschossig und aus Backstein im Läuferverband gemauert.
Die Südfassade ist durchgängig in Kolossalpilaster gegliedert und von Rundbogenfenstern in der Rücklage geprägt. An der Fassade verlaufen zwei schmale Fenstergesimse je Geschoss. Dabei ergibt sich ein doppelter, übergiebelter Mittelrisalit. Dieser erstreckt sich über beide Stockwerke und umfasst fünf Pilaster. Davon stehen wiederum drei Pilaster nach vorne versetzt. Außerdem wurden zwei kleinere Seitenrisalite an den Außenseiten der Front gebaut. Die Risalitfenster sind mit Oberlicht versehen, der durch das obere Gesims vom Fenster getrennt ist. Zum Dach hin liegen ein umlaufender, hölzerner Fries sowie ein Dachgesims. Der flache Dreiecksgiebel an der Südfassade ist mit einem halbkreisförmigen Rundbogenfenster versehen.
Im oberen Geschoss zeigt der Mittelrisalit eine Justitia aus Zink auf einem Trumeaupfeiler. Sie hält in der linken Hand eine Waage und in der rechten Hand das Richtschwert als Attribut. Die Figur besitzt jedoch keine Augenbinde wie sie üblicherweise bei der Darstellung der Justitia verwendet wird. Im unteren Geschoss befindet sich das Hauptportal. Es wurde als Stufenportal mit Maßwerk und ausgestaltetem Kämpfer errichtet. Die Türflügel sind aus Holz.
Das Walmdach des Pitkin County Courthouse besitzt zwei Schornsteine und hat an seiner Südseite eine verzierte, hölzerne Brüstung, die bei rückliegender Fassade von einer Kannelierung durchbrochen ist.
Charakteristisch für das Bauwerk ist der hohe, quadratische Turm, der sich aus dem Mittelpunkt des Gebäudes erhebt. Der Turm umfasst vier Stockwerke, die jeweils durch ein Gesims getrennt sind. Das unterste Geschoss ist einfach gestaltet und aus Holz gefertigt. Über die beiden mittleren Geschosse geht ein Rundbogenfenster mit Oberlicht und Dreiecksgiebel je Seite. Die Fenster sind von zwei kannelierten Pilastern eingerahmt. Das Dachgeschoss besitzt ein mit schindelgedecktes Walmdach mit einer dreigeteilten Gaube auf jeder Dachseite.

## Geschichte
Als 1879 der Silberboom in Colorado ausbrach und Aspen von einer abgelegenen Bergwerkssiedlung zu einer Kleinstadt mit über 10.000 Einwohnern heranwuchs, wurde das Pitkin County im Jahre 1881 gegründet. Mit dieser Gründung wurde in den 1880er-Jahren ein eigenes Courthouse notwendig.
Die Countyverwaltung ließ das Courthouse nach den Plänen des Architekten William Quayle aus Denver erbauen. Das Gebäude konnte Anfang 1891 fertiggestellt und eröffnet werden. Die zwei Meter hohe Justitia-Statue wurde in Salem (Ohio) gefertigt und kostete 250 US-Dollar. Die Figur bekam eine silberne Farbgebung, da der damalige Silbererzbergbau eine wichtige Rolle in Aspen spielte. Als nach dem Silberboom der Bergbau zurückging und die Bevölkerungszahl wieder sank, blieb das Courthouse zumindest Verwaltungssitz.
Am 12. Mai 1975 wurde das Gebäude in das National Register of Historic Places eingetragen. In den 1970er-Jahren sorgten mehrere Ereignisse im Pitkin County Courthouse für Aufsehen. So versuchte Hunter S. Thompson, der Begründer des Gonzo-Journalismus, im Jahre 1970 neuer County Sheriff zu werden. Die Kandidatur war nicht erfolgreich, sorgte jedoch für einen Konflikt zwischen den jüngeren und älteren Einwohnern von Aspen. Thompson wollte unter anderem vor dem Courthouse öffentliche Prügelstrafen, sogenannte Bastonaden, an Drogendealern vollziehen lassen. Außerdem kam es im Courthouse 1977 zum Strafprozess gegen die Sängerin Claudine Longet. Diese stand unter Verdacht, ihren Lebensgefährten, den Skirennläufer, Vladimir Sabich getötet zu haben. Longet wurde von Mord freigesprochen, aber der groben Fahrlässigkeit schuldig befunden und zu 30 Tagen Haft verurteilt. Den Verhandlungen wohnte unter anderem Jack Nicholson, ein Freund Longets, bei. Ebenfalls im Jahre 1977 stand der Serienkiller Ted Bundy hier vor Gericht. Bundy gelang am 7. Juni 1977 die spektakuläre Flucht aus dem Courthouse, als er während einer Verhandlungspause die Bibliothek im zweiten Stockwerk aufsuchte und von dort aus floh. Er wurde jedoch eine Woche später in Aspen erneut verhaftet.
Im Jahre 2010 wurde das Courthouse renoviert und um einen Neubau erweitert. Dies war notwendig geworden, da das Gerichtsgebäude nicht für die Aufnahme größerer Menschenmengen gebaut worden war. Im gleichen Jahr stand Charlie Sheen im Courthouse des Pitkin County vor Gericht, nachdem er seine damalige Ehefrau Brooke Mueller mit einem Messer bedroht haben soll.